# محسن حاجی‌حسنی کارگر
محسن حاجی‌حسنی کارگر (زاده ۱۵ آبان ۱۳۶۷ مشهد - کشتهٔ ۲ مهر ۱۳۹۴ منا) و اصالت او تبریزی بود و او در مسابقات جهانی کشور مالزی در رشته تلاوت قرآن سال ۲۰۱۵ اول شد. حاجی‌حسنی روزهای چهارشنبه، اذان صبح را به صورت زنده در حرم رضا اجرا می‌کرد. حاجی‌حسنی در جریان حادثه منا کشته شد.

## افتخارات
وی در سال ۱۳۸۱ برای اولین بار در مسابقات سازمان اوقاف و امور خیریه شرکت کرد و در مقطع سنی زیر شانزده سال رتبه اول کشوری را کسب کرد.
وی در سی و هفتمین دوره مسابقات بین‌المللی قرآن کریم جمهوری اسلامی ایران که در اسفند ۱۳۹۳ در تبریز برگزار گردید، موفق شد پس از نماینده استان یزد حسن دانش مقام دوم را به دست آورد. نزدیک به سه ماه بعد، به عنوان نماینده ایران در پنجاه و هفتمین دوره مسابقات بین‌المللی قرآن کریم مالزی نیز با تلاوتی شایسته، موفق به احراز رتبه نخست شد.

## کشته‌شدن

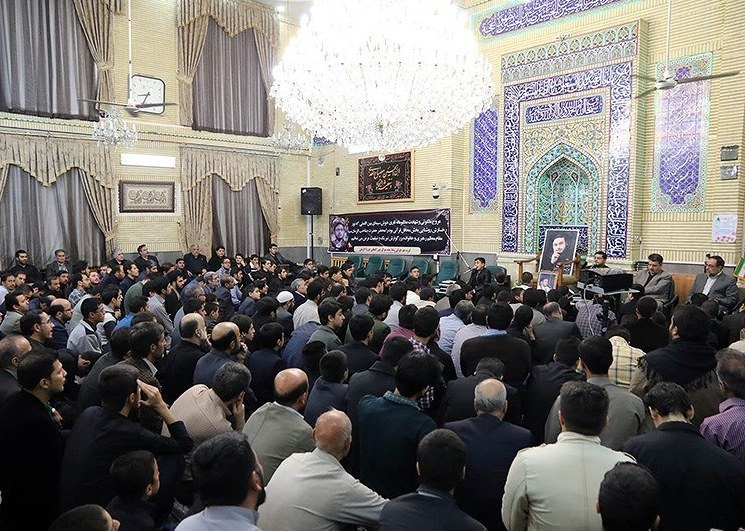
مراسم ختم و بزرگداشت محسن حاجی‌حسنی کارگر در زادگاهش شهر مشهد

ملاقات حاجی‌حسنی کارگر با سید علی خامنه‌ای در محفل قرآنی در بیت رهبری، ۲۸ خرداد ۱۳۹۴

محسن حسنی کارگر در تاریخ ۲ مهر ۱۳۹۴ در فاجعه منا که به دلیل ازدحام جمعیت در یکی از مسیرهای حرکت حاجیان به سمت جمرات رخ داد، کشته شد.
حاجی‌حسنی در حرم علی بن موسی تلاوت‌هایی اجرا کرده بود که پس از درگذشت وی به پیشنهاد عباس واعظ طبسی پیکر وی در صحن جمهوری اسلامی -بهشت ثامن ۳ اتاق ۵ (بلوک ۵۲۶) - بارگاه علی بن موسی دفن شد.

### واکنش‌ها
- محسن اراکی، دبیرکل مجمع جهانی تقریب مذاهب اسلامی ۱۳ آذرماه ۱۳۹۴ با خانواده حسنی کارگر دیدار کرد.[۸]
- محمود شحات‌انور فرزند شحات محمد انور در صفحه اینستاگرامش نوشت: مسئول این صفحه برای تمامی محبان و خانواده قاری قرآن محسن‌حاجی‌حسنی نفر اول مسابقات بین‌المللی قرآن مالزی که چند روز گذشته جان باخته است، تسلیت می‌گوید. از خداوند می‌خواهم ایشان را قرین رحمت خود قرار دهد؛ ما به سوی پروردگار رجعت خواهیم کرد.[۹]

## در رسانه
فیلم ۲۴ سپتامبر (با نام قدیمی خانم سادات) ساخته مریم ابراهیم‌وند، به شرح زندگی و کشته شدن محسن حاجی حسنی کارگر پرداخته است.